# 1856 au théâtre
| Années du théâtre : 1853 - 1854 - 1855 - 1856 - 1857 - 1858 - 1859    |
| Décennies du théâtre : 1820 - 1830 - 1840 - 1850 - 1860 - 1870 - 1880 |

## Pièces de théâtre publiées
- Le Mariage de Kretchinski d'Aleksandre Soukhovo-Kobyline publié dans le Sovremennik, 1856, vol 57, no 5
- Une place lucrative d'Alexandre Ostrovski publiée dans le no 1 de la revue Rousskaïa besseda

## Pièces de théâtre représentées
- ç juin : La Médée de Nanterre, tragédie fantaisiste des Frères Cogniard et Messieurs Grangé et Bourdois, au théâtre des Variétés
- 19 septembre : Le Chien de Garde, comédie-vaudeville des Frères Cogniard, au théâtre des Variétés
- 3 novembre : La Chasse aux Ecriteaux, vaudeville des Frères Cogniard et Hyppolite Leroux, au théâtre des Variétés

## Naissances
- 5 juin : Réjane, comédienne française. († 14 juin 1920).

## Décès
- 27 avril : Maurice Alhoy